# Fiordo Hagen
El fiordo de Hagen es un fiordo en el noreste de Groenlandia. Lleva el nombre de Niels Peter Høeg Hagen, el cartógrafo del principal equipo de exploración de la desafortunada expedición Dinamarca.

## Geografía
Se abre hacia la costa sur del fiordo de la Independencia en su extremo norte, entre JC Christensen Land al oeste y Mylius-Erichsen Land al este, cerca de la confluencia del fiordo de Dinamarca y Independence Fjord. El glaciar de Hagen tiene su término en la cabecera del fiordo.

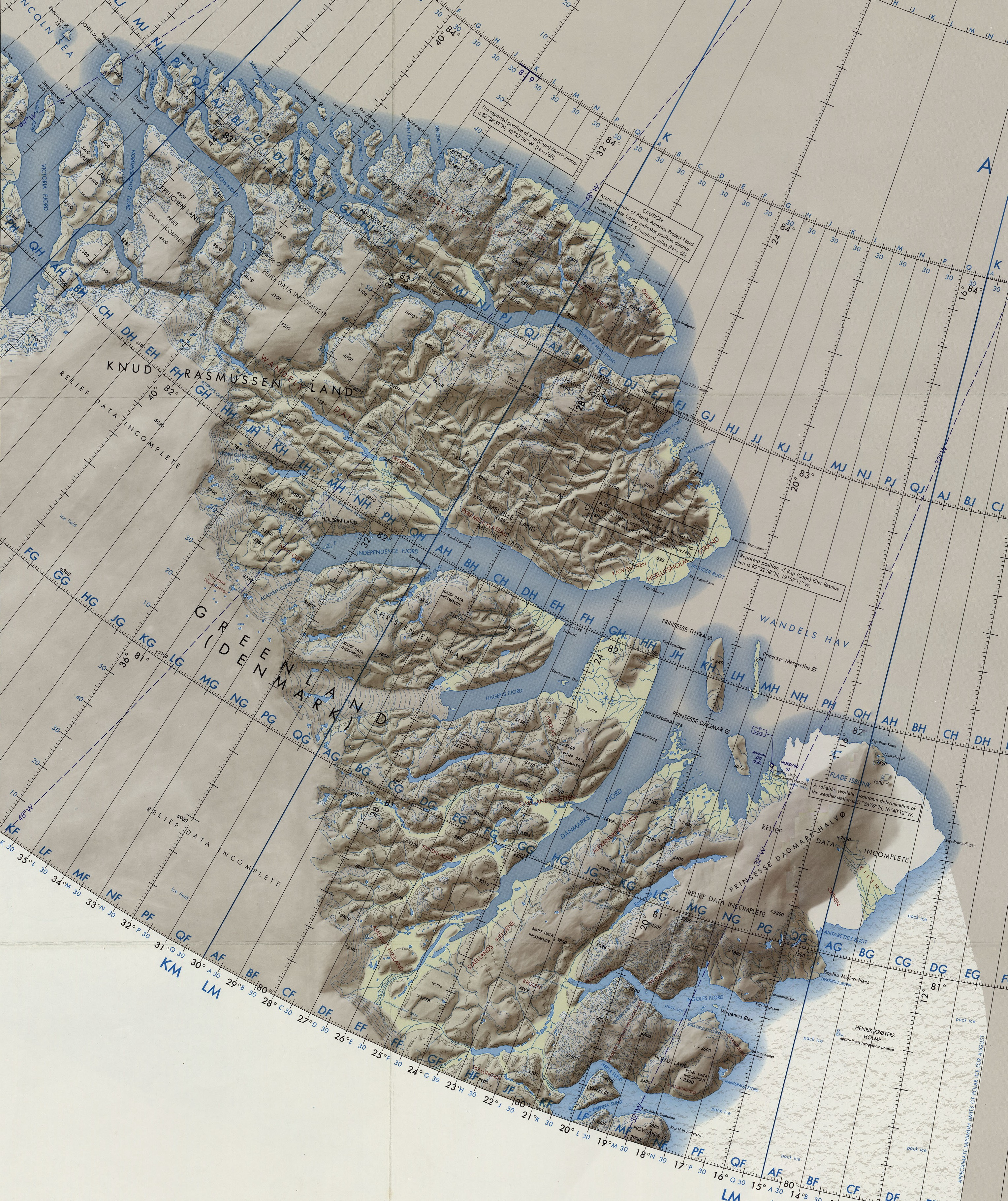
Mapa del noroeste de Groenlandia
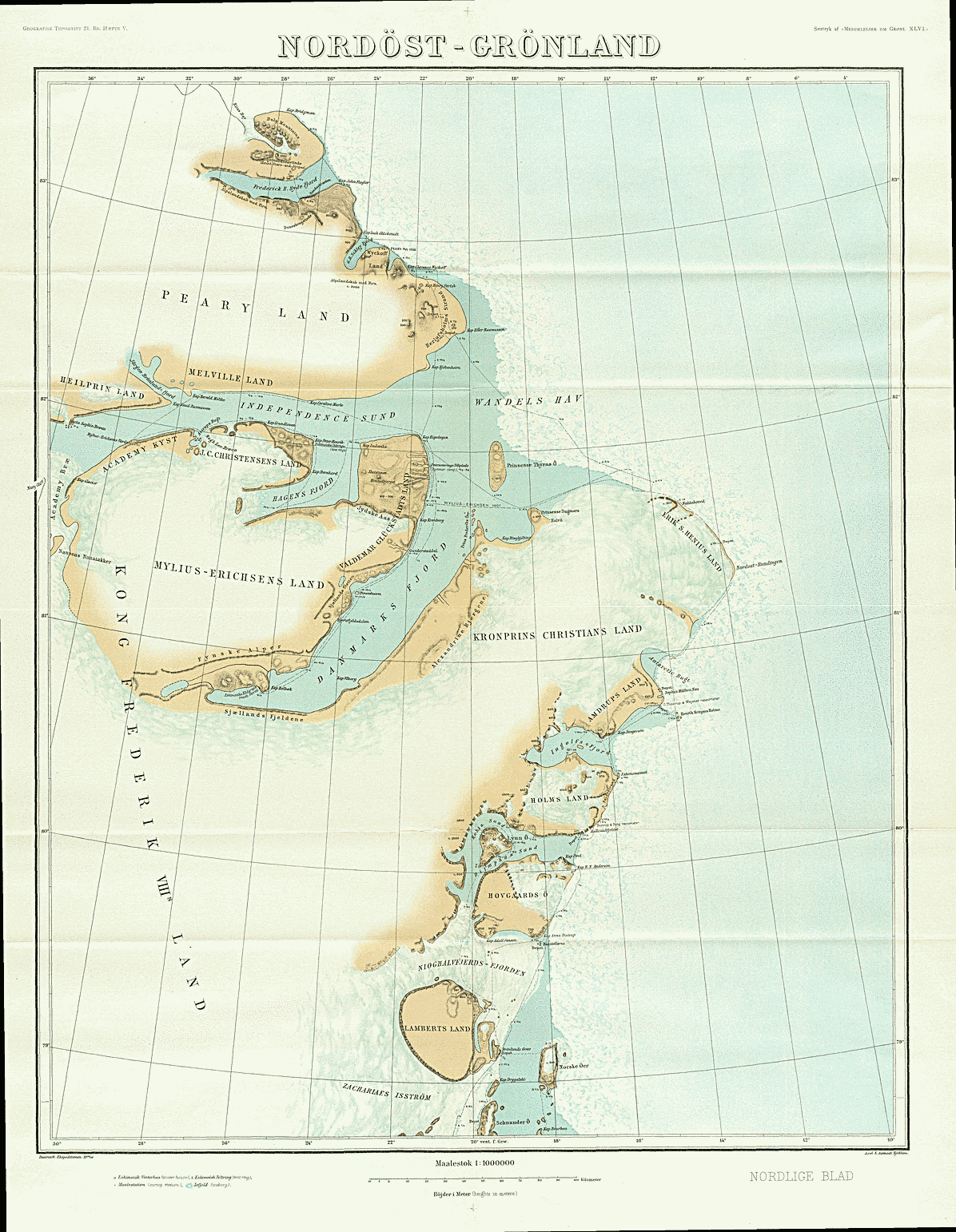
Mapa de 1911 del NE Groenlandia mostrando el fiordo de Dinamarca